# Terremoto del Gargano del 1893
Il terremoto del Gargano del 1893 è stato un evento sismico che colpì la costa meridionale del Gargano con epicentro localizzato all'altezza del porto di Mattinata, all'epoca semplice frazione rurale di Monte Sant'Angelo. La scossa principale (di magnitudo Richter 5.4) si verificò nella serata del 10 agosto, dopo una giornata caratterizzata da un continuo susseguirsi di altre scosse relativamente meno intense, all'interno di una sequenza sismica che perdurava fin dal 27 giugno ed esauritasi solo nel gennaio dell'anno successivo, dopo che a novembre si era registrata una tregua poi rivelatasi momentanea. Durante l'intera sequenza vennero registrate non meno di 400 scosse.

## Danni e vittime
Il sisma produsse danni significativi in un'area assai ristretta compresa tra il centro abitato di Mattinata, il suo porto e il vicino monte Saraceno, mentre più isolati furono i danni registrati nella frazione di Mattinatella e a Monte Sant'Angelo. Tuttavia la scossa fu avvertita anche a notevole distanza, perfino a Bari e in qualche area marginale della Campania e della Basilicata.
Nell'abitato di Mattinata i crolli furono diffusi ma riguardarono prevalentemente le case a due piani e le volte; nelle aree rurali la situazione appariva anche peggiore sebbene in realtà molte delle abitazioni cadute fossero state edificate in modo alquanto rozzo e giacessero già da tempo in condizioni di abbandono. Impressionante fu invece il crollo pressoché totale del faro di Mattinata (ubicato alle falde del monte Saraceno), già danneggiato da altre scosse avvenute nel mese precedente. Molti massi di varia dimensione si staccarono dalle montagne garganiche per precipitare in mare, mentre nelle acque antistanti l'area portuale si notarono talora delle anomale increspature anche in condizioni di perfetta calma. Numerosissime furono inoltre le segnalazioni di boati o, più spesso, di rumori sordi che si verificavano in contemporanea alle scosse o anche negli intervalli tra una scossa e l'altra. Pare che alcuni animali domestici (gallinacei soprattutto) si agitassero in modo chiassoso all'approssimarsi delle scosse.
Nonostante che nella zona epicentrale la situazione apparisse assai critica, in realtà il numero delle vittime fu relativamente contenuto (4 i morti accertati). Ciò fu dovuto principalmente al susseguirsi pressoché continuo di scosse di varia entità nelle settimane ma soprattutto nelle ore precedenti l'evento del 10 agosto, il che aveva indotto molti degli abitanti a trattenersi quanto più a lungo possibile fuori dalle proprie abitazioni.